# El Predio de los Ixhuápam
El Predio de los Ixhuápam är en ort i Mexiko.   Den ligger i kommunen Santiago Tuxtla och delstaten Veracruz, i den sydöstra delen av landet, 400 km öster om huvudstaden Mexico City. El Predio de los Ixhuápam ligger 117 meter över havet och antalet invånare är 111.
Terrängen runt El Predio de los Ixhuápam är kuperad österut, men västerut är den platt. Terrängen runt El Predio de los Ixhuápam sluttar västerut. Runt El Predio de los Ixhuápam är det ganska tätbefolkat, med 70 invånare per kvadratkilometer. Närmaste större samhälle är San Andres Tuxtla, 17,6 km öster om El Predio de los Ixhuápam. Omgivningarna runt El Predio de los Ixhuápam är en mosaik av jordbruksmark och naturlig växtlighet.